# Jerônimo, o Herói do Sertão (1972)
Jerônimo, o Herói do Sertão foi uma série de televisão brasileira produzida e exibida pela extinta TV Tupi do Rio de Janeiro, entre 20 de novembro de 1972 até 9 de novembro de 1973.
Baseada na radionovela homônima, produzida em 1953.
Contou com Francisco Di Franco, Eva Christian, Canarinho, Jardel Mello, Lady Francisco, Antônio Pitanga e Ítalo Rossi nos papéis principais.

## Sinopse
Jerônimo era um paladino da justiça e andarilho dos sertões, que estava sempre à disposição, onde quer que o bem precisasse triunfar. Ele vivia na pequena cidade de Cerro Bravo, no interior paulista e sempre andava ao lado de seu fiel companheiro, Moleque Saci (Canarinho), e de sua amada, Aninha (Eva Christian), percorrendo os sertões interioranos. Quase sempre o herói se envolvia em aventuras perigosas que encontrava no meio do caminho.
Um dos maiores inimigos de Jerônimo é o Coronel Saturnino Bragança (Ítalo Rossi), que usava seu poder e  dinheiro para mandar e desmandar em Cerro Bravo e com isso forçar os pobres fazendeiros a saírem de suas terras, alegando que as escrituras das terras eram falsas. A única salvação deste povo sofrido era o herói Jerônimo, o misterioso cavaleiro que saia do seu esconderijo na mata para ajudar aqueles que necessitam.

## Elenco
- Francisco Di Franco - Jerônimo
- Eva Christian - Aninha
- Canarinho - Moleque Saci
- Ítalo Rossi - Saturnino Bragança
- Maurício do Valle - Antônio Caveira
- Jardel Mello - Alonso
- Elza Gomes - Dona Efigênia
- Lady Francisco - Suzana e Ana Beatriz
- Antônio Pitanga - Zabumba
- Lajar Muzuris - Dr. Otoniel
- Jaime Barcelos - Dr. Pileque
- Tony Tornado - João Corisco
- Adalberto Silva - Pai Jeremias
- Sadi Cabral - Dr. Epitácio
- Nelson Caruso - Gabriel
- Roberto Frota - Rogério
- Tereza Rachel - Maria
- Perry Salles - Dr. Martins
- Angelito Mello - Crizanto
- Alfredo Murphy- Honorato
- Jackson de Souza - Tomásio
- Carmem Palhares - Gumercinda
- Aldo de Maio
- Paulo Pinheiro - Dr. Jacinto Pedreira

## Trilha Sonora[2]

### Nacional
1. Moleque Saci – Ronaldo
2. Flores do Mato – Marisa Fossa
3. João Corisco – Sá, Rodrix e Guarabira
4. Lembranças – Orquestra Odeon
5. Coroné Saturtino – Golden Boys
6. Jerônimo (Voltei pra ficar)  – Orquestra Odeon (tema de abertura)
7. A canção do Jerônimo – Orquestra e Coro Odeon
8. Do lado do Coração – Pery Ribeiro
9. Monjolo – Luiz Cláudio
10. Suzana – Orquestra Odeon
11. Tema do Caveira – Orquestra Odeon

### Complementar
1. Jerônimo (Voltei pra ficar)
2. O Reizinho
3. Canção de Jerônimo
4. Cheguei pra ver